# Saumont
Saumont är en kommun i departementet Lot-et-Garonne i regionen Nouvelle-Aquitaine i sydvästra Frankrike. Kommunen ligger i kantonen Nérac som tillhör arrondissementet Nérac. År 2022 hade Saumont 242 invånare.

## Befolkningsutveckling
Antalet invånare i kommunen Saumont
| Referens: INSEE |